# Amajak Kobułow
Amajak Zacharowicz Kobułow (ros. Амаяк Захарович Кобулов; ur. 1906 w Tyflisie, zm. 26 lutego 1955) – generał porucznik, ludowy komisarz spraw wewnętrznych Uzbeckiej SRR w latach 1941–1945, brat Bogdana, wysokiego funkcjonariusza organów bezpieczeństwa, również rozstrzelanego.

## Życiorys
Do 1926 roku skończył 5 klas szkoły handlowej, następnie zaoczne studia. Służył w Armii Czerwonej, potem był sekretarzem sądu ludowego, rachmistrzem i księgowym w spółdzielni i fabryce. Od 1927 roku rachmistrz Oddziału Finansów OGPU Gruzińskiej SRR. Od 1934 roku szef wydziału w Zarządzie NKWD Gruzji, od 1937 roku szef wydziału w Tajno-Politycznym Oddziale Zarządu BP NKWD Gruzji. Wkrótce potem został szefem Rejonowego Oddziału NKWD w Achalciche, a w maju 1938 roku w Gagrze. Od grudnia 1938 pierwszy zastępca ludowego komisarza spraw wewnętrznych (szefa NKWD) na Ukrainie w stopniu majora. Do września 1939 faktycznie był p.o. szefa NKWD Ukraińskiej SRR, gdyż stanowisko szefa pozostawało nieobsadzone. Następnie do lipca 1941 roku był rezydentem NKWD w Berlinie. W latach 1941–1945 był ludowym komisarzem bezpieczeństwa państwowego Uzbeckiej SRR. W 1945 roku został zastępcą szefa Zarządu Głównego ds. Jeńców Wojennych i Internowanych NKWD ZSRR w Moskwie w stopniu generała porucznika. W 1953 roku został zastępcą szefa Urzędu Kontroli MWD. W dniu 27 czerwca 1953 roku został aresztowany i skazany na śmierć 1 października 1954 roku. Po odrzuceniu 10 lutego 1955 roku prośby o ułaskawienie został rozstrzelany.

## Odznaczenia
- Order Czerwonego Sztandaru (czterokrotnie - 1940, 1943, 1944 i 1946)
- Order Kutuzowa II stopnia (1945)
- Order Czerwonego Sztandaru Pracy (1942)
- Order Czerwonej Gwiazdy (1944)
- Odznaka "Zasłużony funkcjonariusz WCzK-OGPU-NKWD (1937)
- Odznaka "Zasłużony pracownik MWD" (1948)